# ROU 01 Uruguay (2008)
La ROU 01 Uruguay fue una de las dos fragatas de la clase João Belo que fueron adquiridas por la República Oriental del Uruguay y para su Armada Nacional, en 2008. La construcción del buque comenzó en 1965 y fue botado en 1966, siendo asignado en la Armada de Portugal en 1967, en donde sirvió con el nombre Comandante João Belo (F480) hasta 2008. En Uruguay, y junto a la ROU 02 Comandante Pedro Campbell, sirvió como parte de la División Escolta del Comando de la Flota de la Armada Nacional, hasta que fue finalmente retirada de servicio en el año 2022.

## Historia

#### Servicio en Portugal

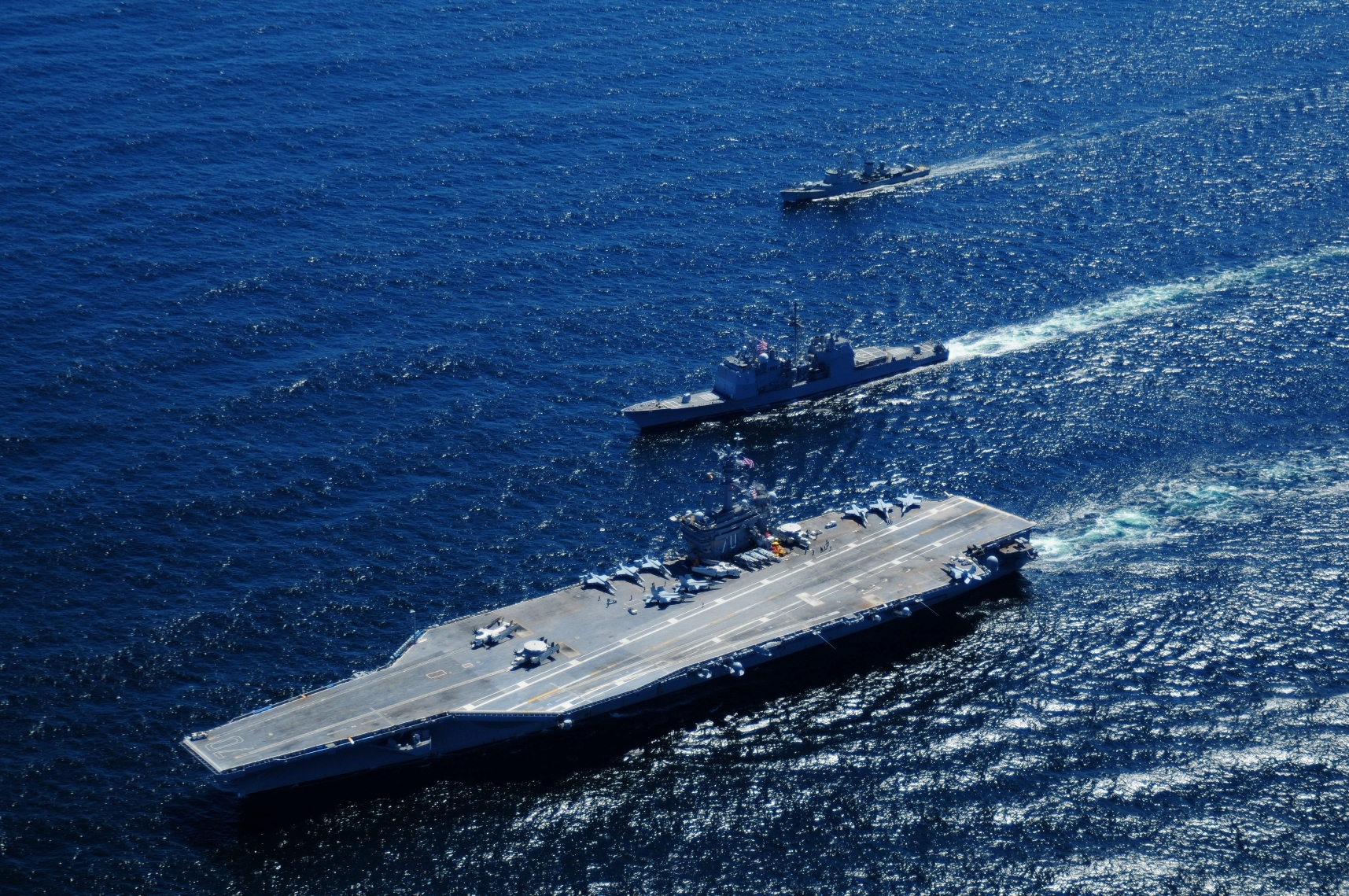
El portaaviones USS Carl Vinson (CVN-70) y el crucero lanzamisiles USS Bunker Hill (CG-52), junto a la fragata ROU 01 Uruguay de la Armada Nacional, 2010.

El buque fue construido en el astillero naval de Nantes, Francia. Fue puesto en gradas en el año 1965 y botado el 22 de marzo de 1966, siendo asignado a la Armada de Portugal el 1 de julio de 1967, con el nombre Comandante João Belo.Como parte de la Armada de Portugal, el buque realizó misiones de patrullaje y control de las aguas jurisdiccionales de las colonias de ultramar de Portugal, hasta el año 1975. Comenzada la década de los años 1980, y siendo la Armada de Portugal integrada a las fuerzas de la Organización del Tratado del Atlántico Norte (OTAN), el buque formó parte de varios ejercicios navales combinados con buques Aliados.  

#### Servicio en Uruguay

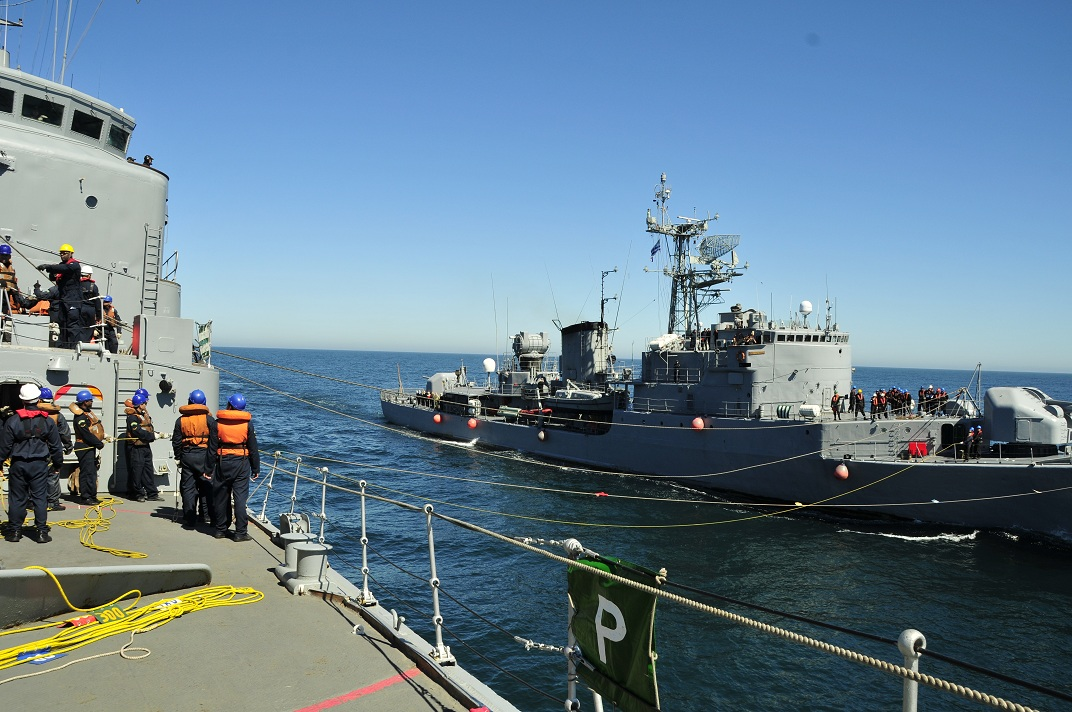
La fragata ROU 01 Uruguay junto a la fragata Niterói (F-40) de la Armada de Brasil, durante una operación de traslado de carga ligera como parte de la Operación Atlantis II, 2013.

Posteriormente, y finalizado su servicio en la República de Portugal, el buque fue adquirido por la República Oriental del Uruguay en el año 2008, recibiendo el nombre ROU 01 Uruguay.Fue el tercer buque de la Armada de Uruguay en llevar este nombre. Como parte de su servicio en Uruguay, e integrando la División Escolta del Comando de la Flota, el ROU 01 Uruguay participó en misiones de patrullaje y control de las aguas jurisdiccionales de Uruguay, combatiendo actividades de pesca ilegal o contrabando. También realizó operaciones de búsqueda y rescate, junto a otras unidades navales de Uruguay.

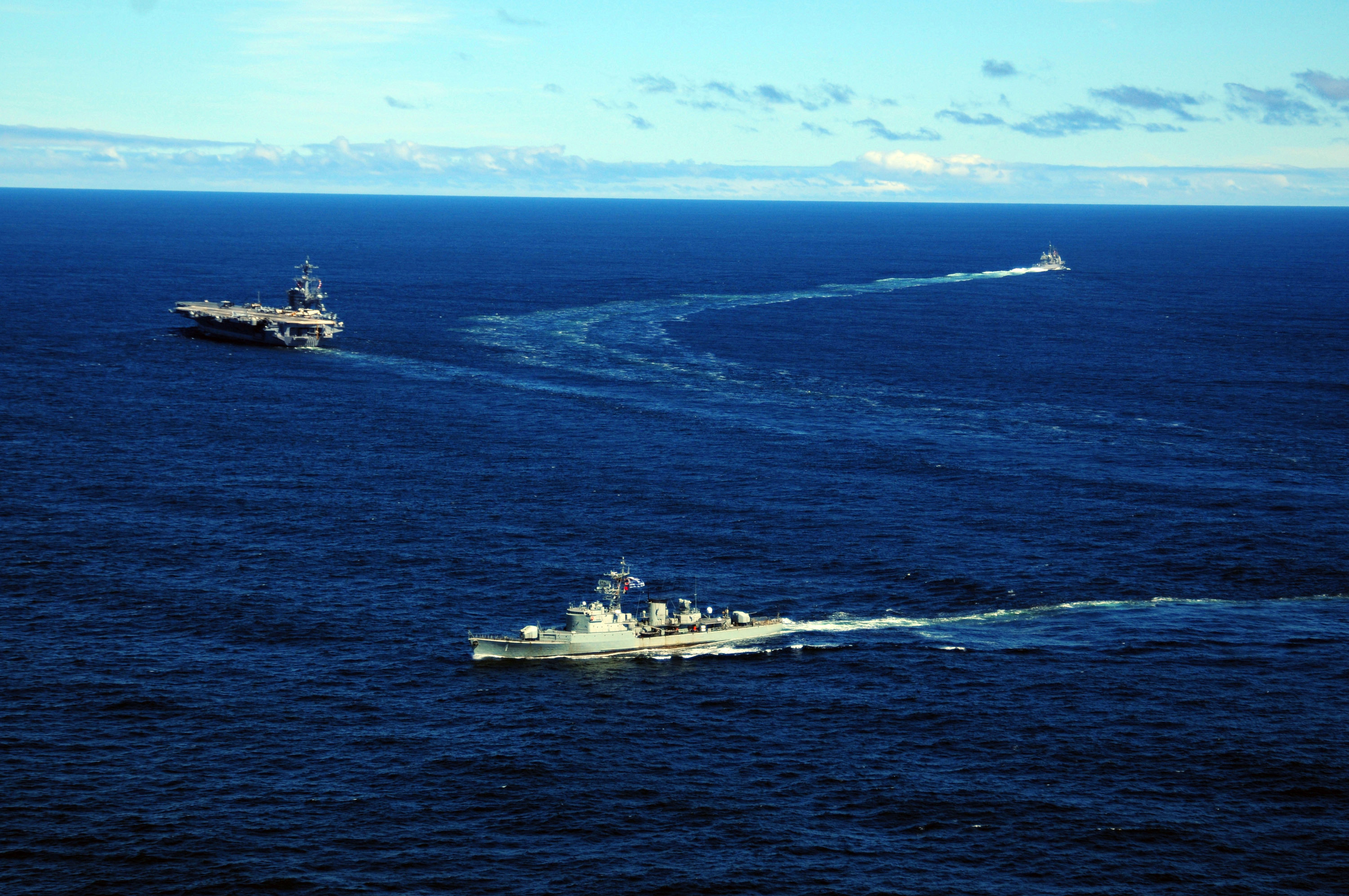
El portaaviones USS Carl Vinson (CVN-70) y el crucero de misiles guiados USS Bunker Hill (CG 52), se separan de la fragata ROU 01 Uruguay de la Armada Nacional, después de completar sus ejercicios de maniobras tácticas durante la Operación Southern Seas 2010.

El ROU 01 Uruguay  participó en diversos ejercicios y maniobras navales, tales como Atlantis, Atlasur o Southern Seas 2010, junto al portaaviones USS Carl Vinson (CVN-70) y el crucero lanzamisiles USS Bunker Hill (CG-52) de la Armada de los Estados Unidos. Como parte de su historial operativo se encuentra que, en 2019, el ROU 01 Uruguay logró la captura un buque brasileño que se encontraba realizando actividades de pesca ilegal, dentro de las aguas jurisdiccionales uruguayas, y tras haber realizado disparos de advertencia.
En 2022, la Armada de Uruguay anunció su decisión de retirar de servicio al buque, finalizando su servicio el 12 de agosto de 2022, tras una ceremonia que se llevó a cabo en la Base Naval Teniente de Navío Carlos Macchitelli, en el Puerto de Montevideo.